# تاسمالی
تاسمالی (به لاتین: Tasmalı) یک منطقه مسکونی در جمهوری آذربایجان است که در شهرستان قاخ واقع شده است. تاسمالی ۱۴۶۸ نفر جمعیت دارد.